# Ateliers de construction Carels frères
 (août 2018).
Si vous disposez d'ouvrages ou d'articles de référence ou si vous connaissez des sites web de qualité traitant du thème abordé ici, merci de compléter l'article en donnant les références utiles à sa vérifiabilité et en les liant à la section « Notes et références ».

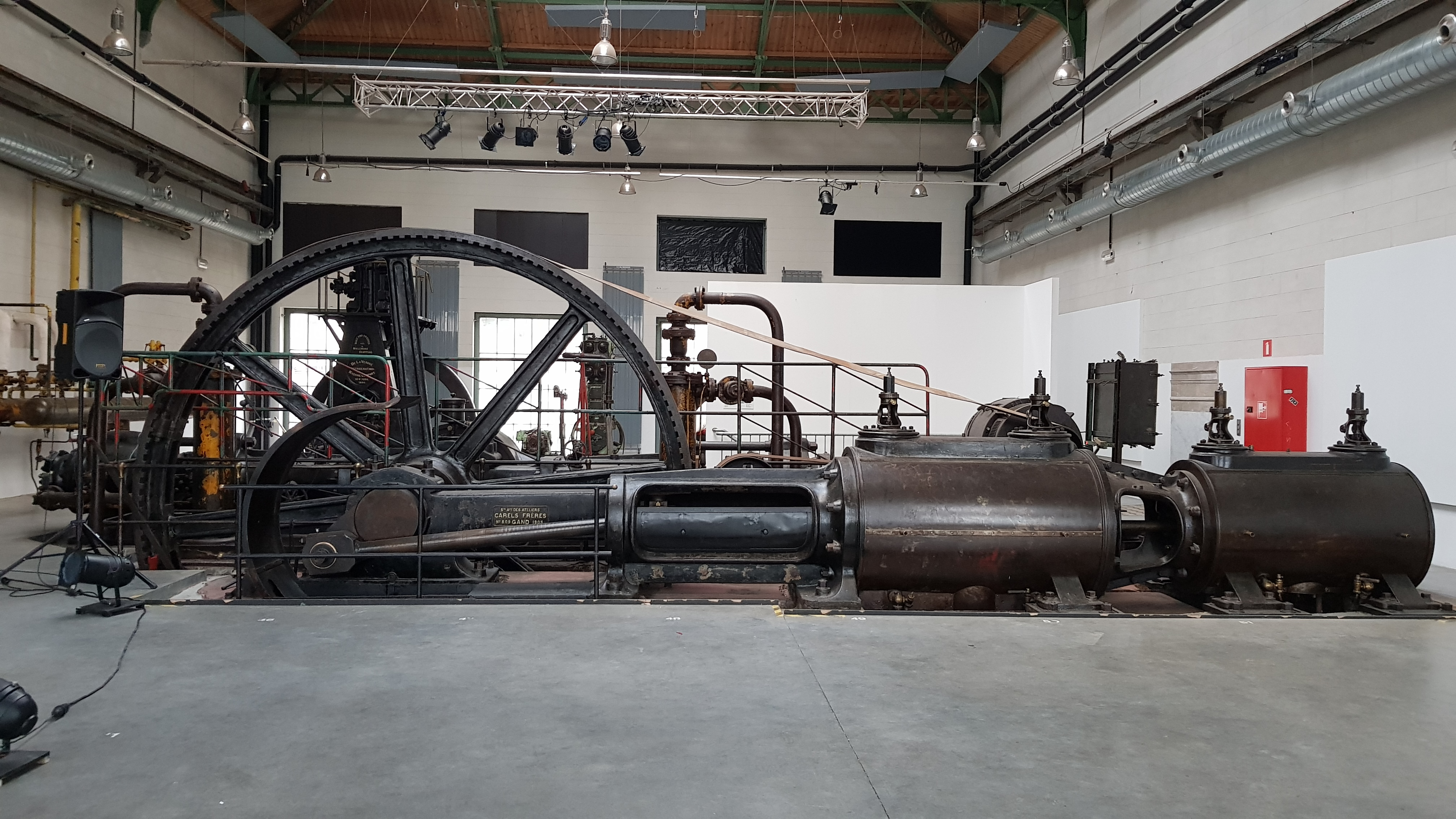
La machine à vapeur préservée au BRASS à Forest.

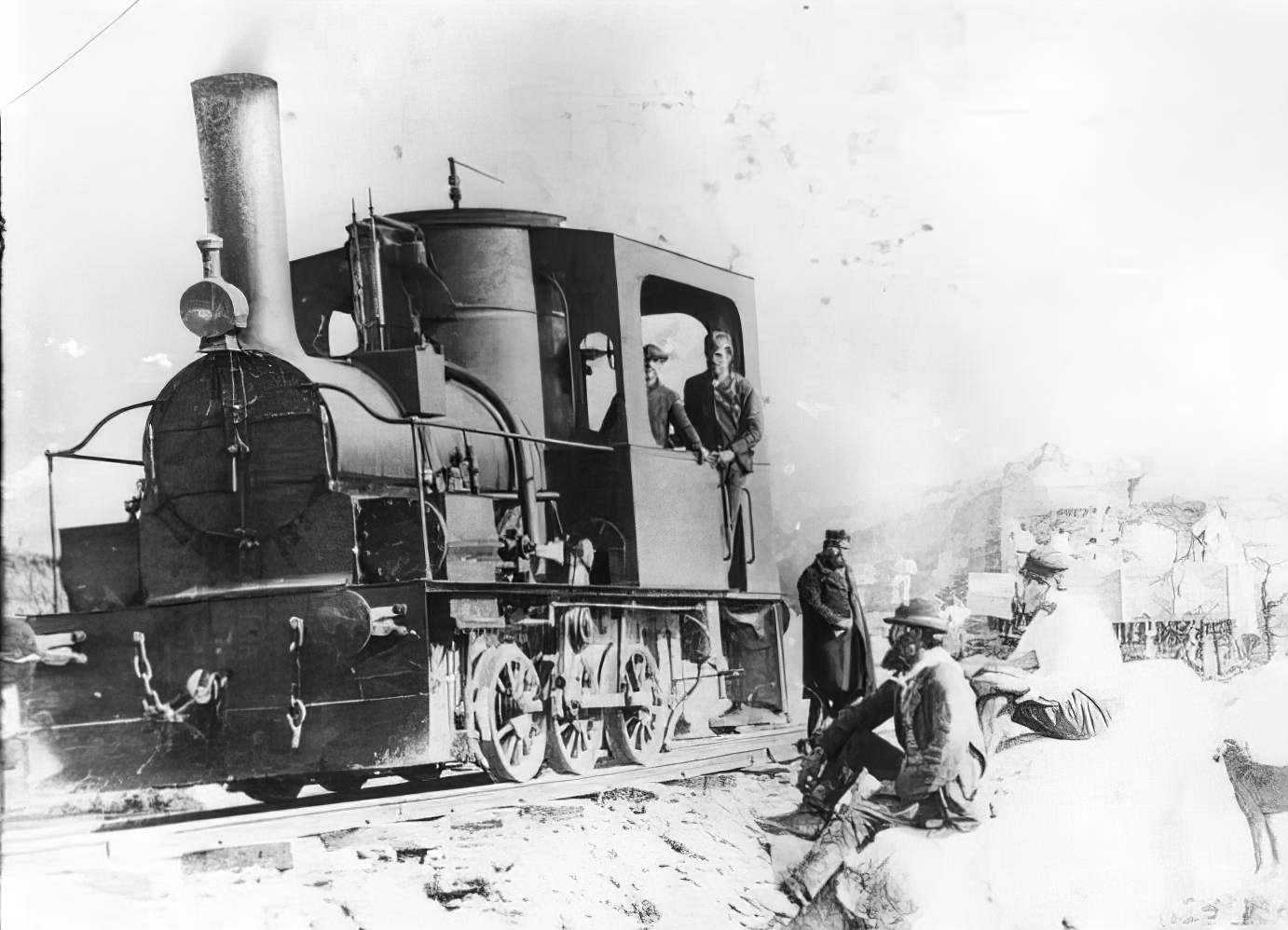
Locomotive à vapeur produite par Carels sur l'éphémère ligne de tram Ciampino - Marino (Italie).

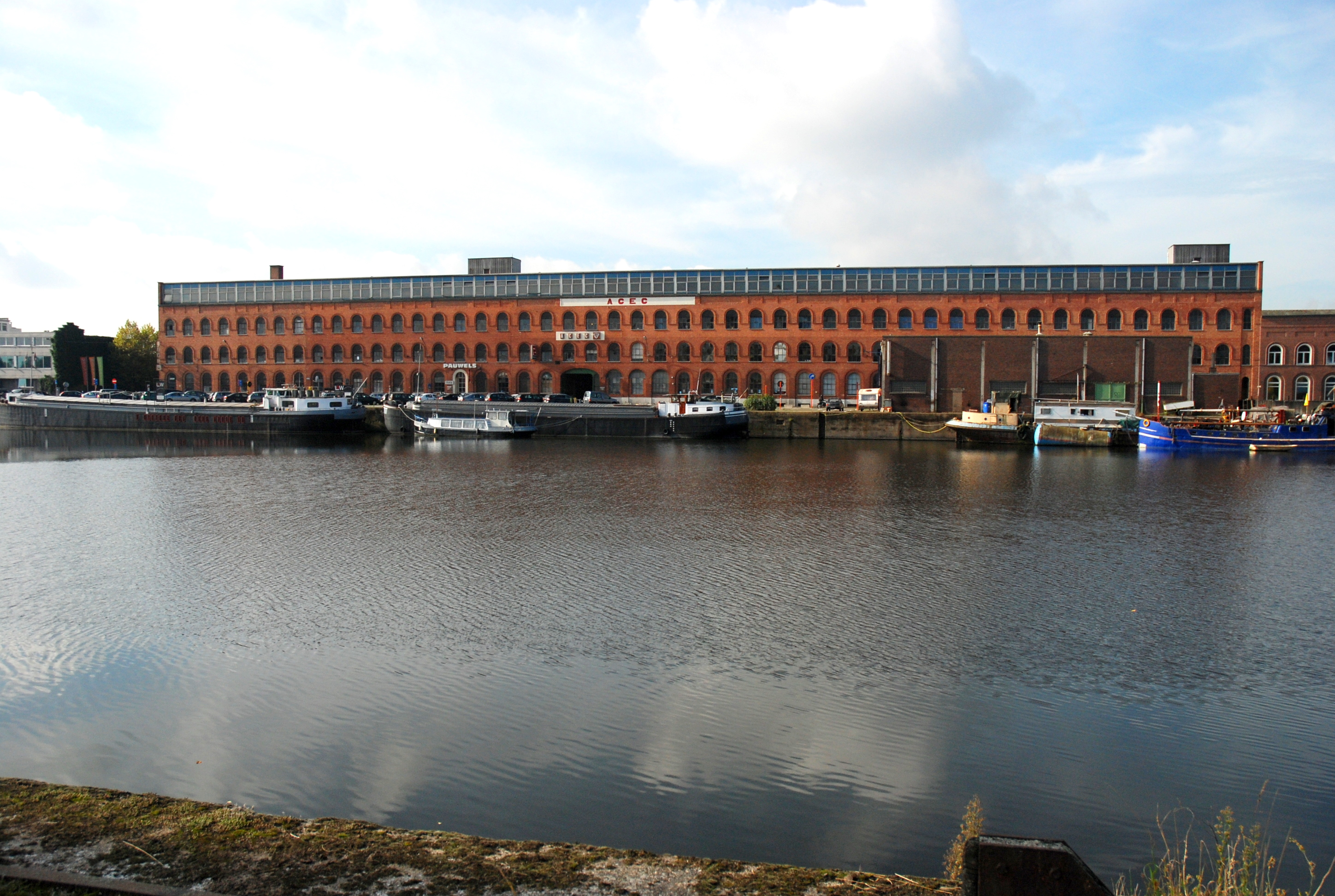
Les bureaux de Carels, devenus ceux des ACEC au handelsdok de Gand.

Les Ateliers de Construction Carels frères étaient une entreprise spécialisée dans la construction de locomotives à vapeur puis diesel située à Gand en Belgique.

## Historique
En 1839, le fondateur Charles-Louis Carels établit des ateliers de construction à Gand, spécialisés dans la construction des machines à vapeur et des stations de pompage (dont les Pays-Bas voisins ont grand besoin pour drainer leurs polders).
À partir du milieu du XIXe siècle l'entreprise participe, comme la plupart des ateliers de construction de Belgique , à la construction de locomotives à vapeur pour les Chemins de fer de l'État belge (ancêtre de la SNCB). 
Elle livre ainsi 390 unités, notamment des types 14 à 20, 25 et 32S. 
Elle fournit également des locomotives de tramway, quelques locomotives industrielles ou des locomotives pour des compagnies privées ou étrangères, mais en quantité bien moindres que les autres constructeurs belges.
En 1880, la société construit la première Locomotive_compound belge. 
En 1894, Carels acquiert auprès de Rudolf Diesel la première licence de construction de moteurs à combustion interne à huile,  breveté par cet ingénieur.
À partir de 1910, Carels participe à la création de l'Anglo Belgian Company, un constructeur spécialisé dans les moteurs de bateaux et abandonne alors la construction de locomotives à vapeur.
En 1921, Carels fusionne avec la Société d'Électricité et de Mécanique (SEM). 
En 1934, la société fusionne avec les Ateliers Van De Kerckhove, voisins.
En 1960, la société est absorbée par les ACEC (Ateliers de Constructions Electriques de Charleroi)
En 1986, Les ACEC sont démantelés par leur actionnariat. La société Carels survit, principalement comme distributeur de matériel électrique.
En 2005, la société résiduelle est dissoute. 
La friche est ensuite reconvertie en un nouveau quartier : une partie des bâtiments ont été rénovés et agrandis avec de nouvelles structures. Le tout accueille aujourd’hui un centre commercial, des bureaux et des appartements.
Le logo d'ACEC est toujours visible sur la façade rénovée.